# Тлумак, Юрий Андреевич
Ю́рий Андре́евич Тлума́к (укр. Юрій Андрійович Тлумак; род. 11 июля 2002, Львов) — украинский футболист, полузащитник львовского «Руха».

## Карьера
Юрий является воспитанником академии клуба «Карпаты» из его родного Львова. Он прошёл полный путь через все юношеские и молодёжные команды «зелёно-белых». В сезоне 2019/20 его стали привлекать к тренировкам и матчам взрослой команды. Дебют Юрия за «Карпаты» состоялся 27 июня 2020 года в матче украинской премьер-лиги против «Львова»: полузащитник заменил Андро Гиоргадзе на 75-й минуте встречи. Это была единственная игра Юрия в первом сезоне на взрослом уровне. В сезоне 2020/21 он присоединился к юношеской команде киевского «Динамо».

## Личная жизнь
Юрий — сын бывшего футболиста, ныне футбольного тренера Андрея Тлумака. Его младший брат Максим занимается футболом в академии «Карпат».

## Достижения
«Карпаты» (Львов)
- Серебряный призёр Первой лиги Украины: 2023/24